# Гунъань
Гунъа́нь (кит. упр. 公安, пиньинь Gōng'ān) — уезд городского округа Цзинчжоу провинции Хубэй (КНР).

## История
Во времена империи Хань в 202 году до н. э. был создан уезд Чжаньлин (孱陵县). В конце существования империи Хань эти места взял под свой контроль Лю Бэй, и в 209 году переименовал их в Гунъань. В 219 году Сунь Цюань вернул уезду название Чжаньлин.
После объединения китайских земель в империю Цзинь из уезда Чжаньлин в 280 году был выделен уезд Цзянъань (江安县). В середине VI века уезд Цзянъань был переименован в Гунъань, а после объединения китайских земель в империю Суй к нему был присоединён уезд Чжаньлин.
В 1949 году был создан Специальный район Цзинчжоу (荆州专区), и уезд вошёл в его состав. В 1953 году из частей уездов Гунъань, Сунцзы и Шишоу был образован уезд Цзинцзян (荆江县). В 1955 году уезд Цзинцзян был присоединён к уезду Гунъань. В 1970 году Специальный район Цзинчжоу был переименован в Округ Цзинчжоу (荆州地区).
В 1994 году решением Госсовета КНР округ Цзинчжоу был преобразован в городской округ Цзинша.
В 1996 году городской округ Цзинша был переименован в Цзинчжоу.

## Административное деление
Уезд делится на 14 посёлков и 2 волости.